# Thomas Kinkade

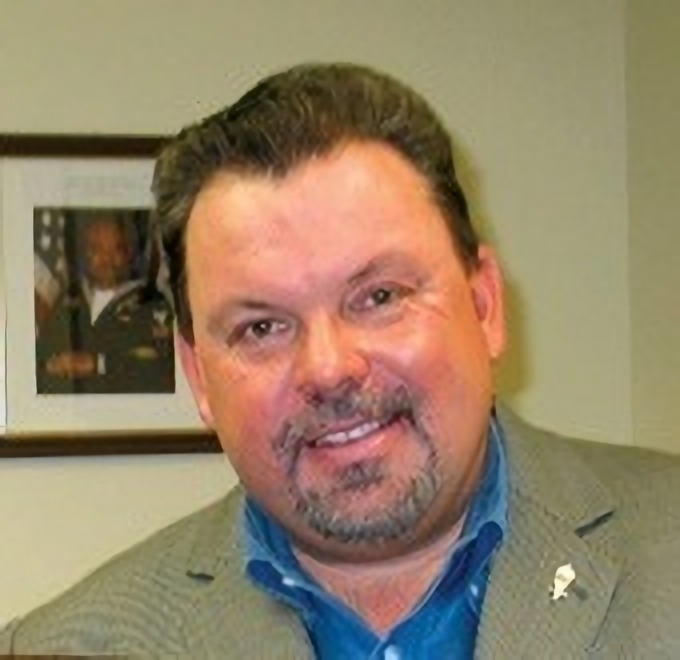
Thomas Kinkade

Thomas Kinkade (* 19. Januar 1958 in Sacramento, Kalifornien; † 6. April 2012 in Los Gatos, Kalifornien) war ein US-amerikanischer Maler. Er bezeichnete sich selbst als „Painter of Light“, eine Bezeichnung, die er markenrechtlich schützen ließ, obwohl sie für den der Hochkultur zugehörigen Maler William Turner (1775–1851) lange vorher gebraucht wurde. Sein Werk besteht hauptsächlich aus sentimentalen Landschaftsdarstellungen mit allgemein akzeptierten Motiven (Bäume, Rehe, Hütten), deren Reproduktionen in den USA weite Verbreitung fanden. Seine Bilder wurden unter anderem per Versandhandel vertrieben. Dutzende seiner Werke wurden auch als Puzzles oder Motiven für Gebrauchsgegenstände wie Tassen oder Mousepads veröffentlicht.

## Leben
Kinkade wuchs in der kleinen Stadt Placerville, Kalifornien, auf und machte seinen Abschluss an der Highschool 1976. Anschließend besuchte er die University of California, Berkeley und das Art Center College of Design in Pasadena. 1982 heiratete er seine Frau Nanette, mit der er vier Töchter bekam.
Er starb am 6. April 2012 in seinem Haus in Los Gatosan an einer akuten Vergiftung in Folge einer Überdosis Alkohol und Valium.

## Kritik und Rezeption
Die Kunstkritik lehnt Kinkades Werk übereinstimmend als irrelevant ab. Im Zusammenhang mit der Auseinandersetzung mit dem breiten kommerziellen Erfolg und der gleichzeitigen kulturellen und ästhetischen Irrelevanz wurde sein Werk häufig als Kitsch bezeichnet. Seine Darstellungen von US-Soldaten wurden außerdem mit unreflektiertem Patriotismus assoziiert.
2025 brachte die Indie-Band Coma Cinema die Single "Thomas Kinkade's Grand Delusion" heraus, in welcher diverse Anspielungen auf sein Leben und Tod gemacht werden.

## Werke
- Thomas Kinkade: Stille Nacht, Weltbild, Augsburg 2009 ISBN 978-3-86800-059-7[10]